# Zeusi
Zèusi (in greco antico: Ζεῦξις?; V secolo a.C. – IV secolo a.C.) è stato un pittore greco antico vissuto nella seconda metà del V secolo a.C.; continuò l'opera di Apollodoro.

## Biografia

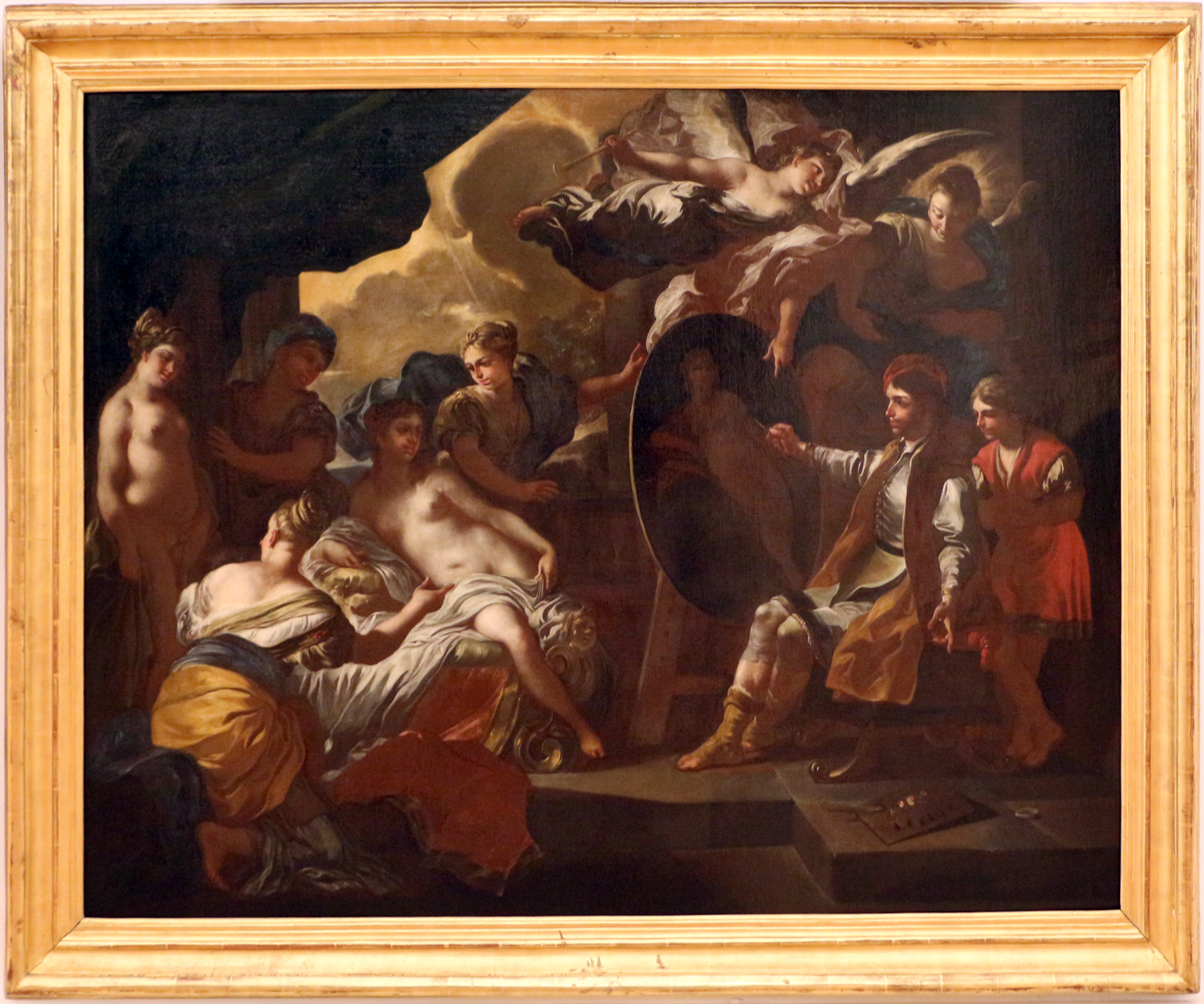
Zeusi dipinge il ritratto di Venere scegliendo come modello le fanciulle di Crotone, quadro dipinto da Francesco Solimena (1690 circa; Roma, presso la Sala della Balaustra di Palazzo Madama).

Fonti lo dicono nato a Herakleia, senza fornire indicazioni utili a stabilire quale delle numerose città così denominate al tempo sia stata la sua città natale. Anche i nomi dei pittori che sarebbero stati suoi maestri, restituiti dalle fonti letterarie ma non identificabili, con i propri etnici collegano il pittore sia alla Grecia orientale (Thasos) sia alla Magna Grecia (Himera). Zeusi operò del resto in molte aree del mondo antico, soffermandosi ad Atene dove divenne noto per avervi sviluppato la cosiddetta "pittura da cavalletto", ossia la pittura su tavola. Plinio indica l'acmé (il quarantesimo anno di età) del pittore al 397 a.C., riferendo al contempo che le sue fonti riportavano una data di molto anteriore (424-421 a-C.). Probabilmente Zeusi doveva essere già attivo e noto ad Atene intorno al 434-429 a.C., benché ancora giovane, se venne nominato come "Zeusippo" nel Protagora di Platone ambientato in quegli anni. L'unica datazione certa rimane tuttavia il periodo trascorso al servizio di Archelao I di Macedonia, tra il 413 e il 399 a.C., durante il quale attese alla decorazione del palazzo reale. Isocrate (Antidosis, 2) lo ricorda come già morto nel 394 a.C.
Ebbe fama notevole e fu citato tra gli altri da Senofonte e Aristotele. Le fonti di epoca ellenistica ne tramandarono la fama anche attraverso aneddoti come quello dell'uva dipinta in gara con Parrasio, che traeva i passerotti in inganno. Altrettanto nota, specie all'epoca del Rinascimento, la novella secondo la quale volendo egli raffigurare Elena, avrebbe indotto le cinque più belle vergini della città di Crotone a permettere ch'egli copiasse di ciascuna ciò che aveva di più bello (Plinio, Nat. hist., XXXV, 64).

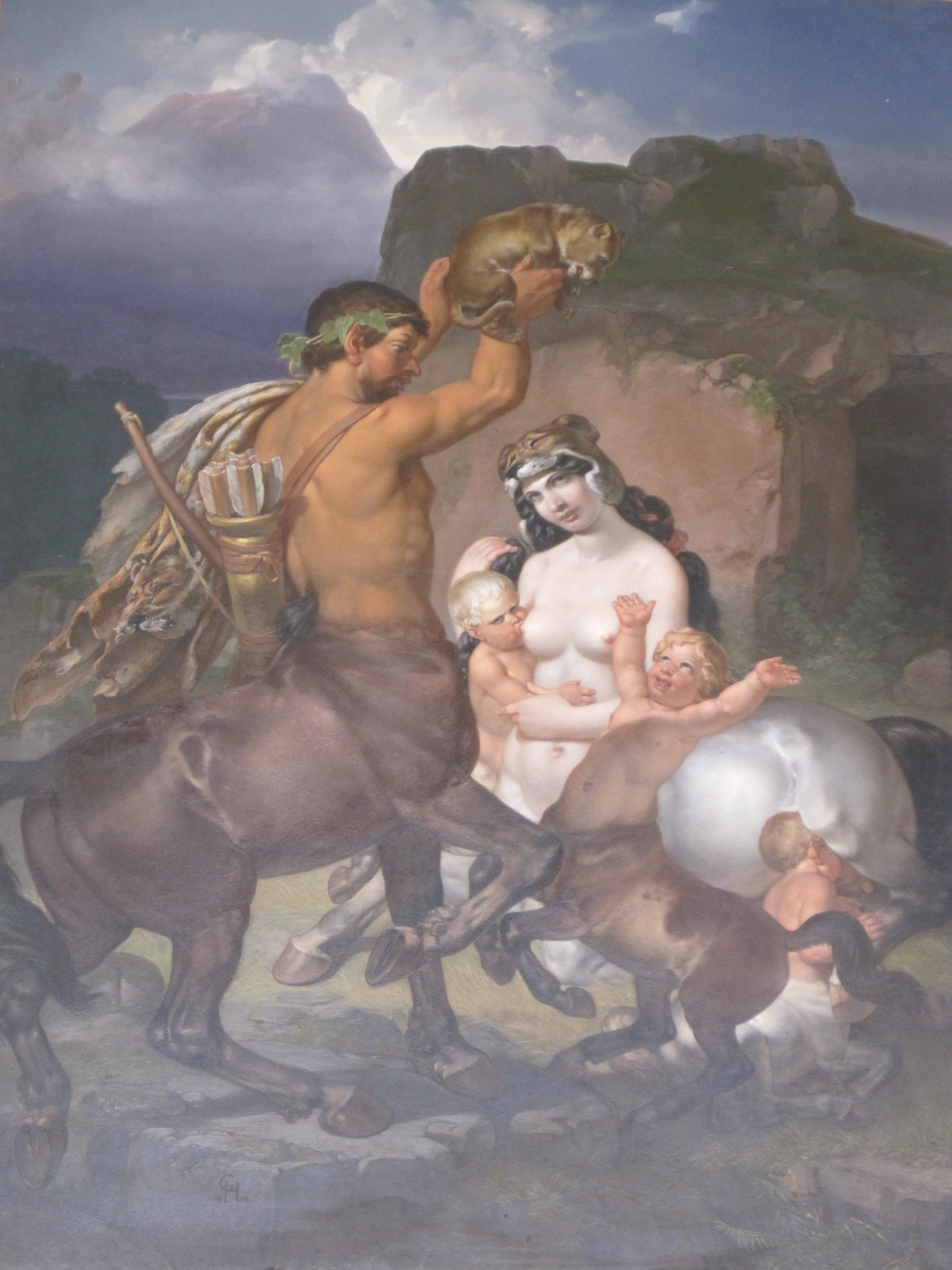
Un'ipotetica ricostruzione della Famiglia del centauro, basata sulla descrizione fattane da Luciano, nella Galleria della pittura antica al Nuovo Ermitage.

Di tutt'altro tenore l'ekphrasis di Luciano di Samosata relativa alla copia di un quadro raffigurante la Famiglia del centauro, che per la novità tematica e iconografica è stato definito anticipazione della "pittura di genere".

## Morte

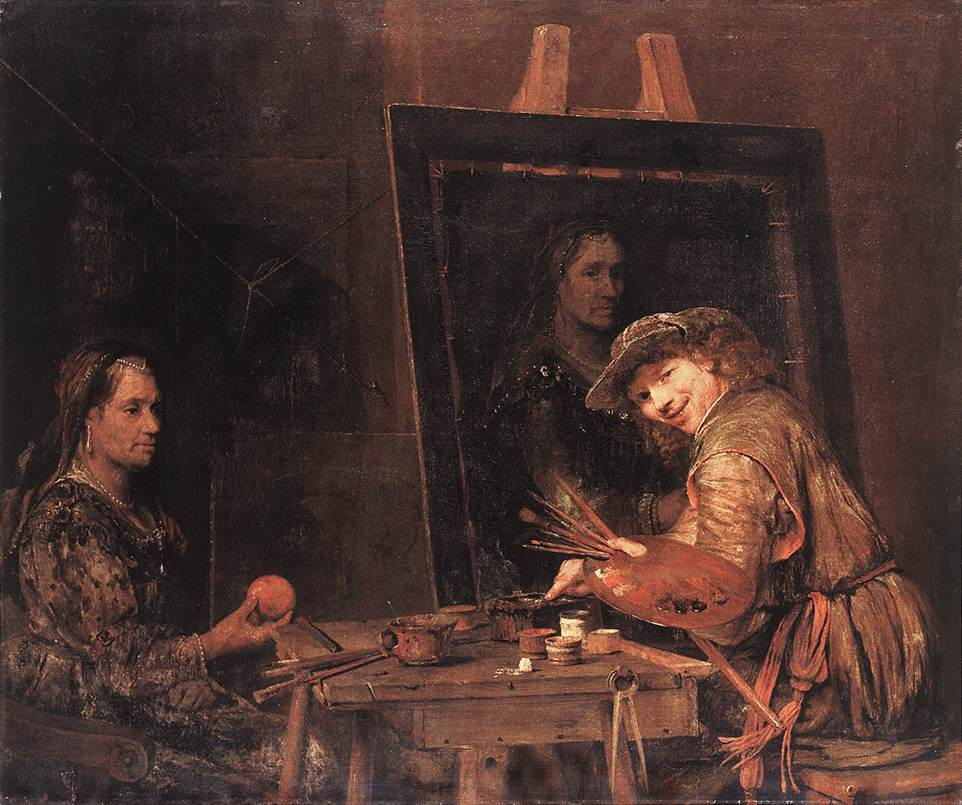
Aert de Gelder, Autorittatto come Zeusi che ritrae una brutta vecchia (1685; Francoforte, Städelsches Kunstinstitut).

Secondo quanto riferito da Festo, Zeusi morì dalle risate provocate dall'effetto involontariamente comico di un quadro ritraente la dea Afrodite, da lui stesso compiuto sotto commissione di un'anziana signora che aveva insistito per fare da modella.